# شرکت اوبون
شرکت اوبون (به ژاپنی: 株式会社旺文社 おうぶんしゃ) یک شرکت چاپ ژاپنی است که مرکز آن در شهر توکیو می‌باشد.